# Флаг Нестеровского района
Флаг Не́стеровского муниципального района — опознавательно-правовой знак, составленный и употребляемый в соответствии с правилами геральдики, служащий символом местного самоуправления и муниципального статуса Нестеровского муниципального района Калининградской области Российской Федерации.
Флаг утверждён 25 августа 2005 года как флаг муниципального образования «Нестеровский городской округ» (в «Положении» упоминается как флаг муниципального образования «Нестеровский район») и внесён в Государственный геральдический регистр Российской Федерации с присвоением регистрационного номера 2008.
5 ноября 2004 года муниципальное образование «Нестеровский район» было наделено статусом городского округа («Нестеровский городской округ»). Законом Калининградской области от 14 декабря 2007 года № 192 данный закон был признан утратившим силу. Де-факто документ был признан не соответствующим Уставу (Основному Закону) Калининградской области Постановлением Уставного Суда Калининградской области от 25 мая 2007 года № 1-П.
Несмотря на это, только 30 июня 2008 года был принят закон Калининградской области № 258, которым муниципальное образование «Нестеровский городской округ» было наделено статусом муниципального района (Нестеровский муниципальный район).

## Описание
«Прямоугольное полотнище, разделённое по горизонтали на белый и зелёный цвета, с соотношением сторон 2:3, и воспроизводящее в центре композицию гербового щита района».
Габаритная высота изображения составляет не более 3/4 от ширины полотнища (расстояние до ножек стола и до основания зубцов ворот составляет 1/8 от края полотнища). Символика флага района воспроизводит символику герба района.

## Обоснование символики
Флаг, разработанный на основе герба, языком символов и аллегорий отражает своеобразие географического положения и уходящую в глубину веков историю Нестеровский района. Герб известен как символ края с 1722 года.
Зелёный цвет означает сельскую, аграрную направленность экономики муниципального образования. Символически зелёный — это также и цвет надежды, в данном случае — надежды на возрождение города. Зелёный также цвет — это цвет равнины, в сочетании с золотом — цвет житницы. Её урожаи идут людям на стол. Люди говорят «богатый стол», «стол ломится».
Стол — это символ хлебосольного и гостеприимного хозяина.
Стол в стародавние времена служил для вкушения праздничных и ритуальных трапез нашим далёким предшественникам на этой земле — древним пруссам. И как рассказывает легенда, он располагался у дуба. Здесь пруссы просили силы природы о ниспослании хорошего урожая и благодарили небо за достаток в закромах.
Ворота или арка — символ входа, символ защищённости и порядка. Ворота — символ перехода от земного к небесному, к высокому, к солнцу. Ворота всегда стоят в конце или в начале дороги. С незапамятных времён проходит здесь торговый путь, связывающий Русь с Балтикой и с янтарным краем. Там, где торговый путь пересекает граница, там тоже располагаются ворота. Кирпичная арка о трёх зубцах — это охраняемый вход в государство, который открывается для друзей и закрыт для недругов. Она символизирует находящийся в Нестеровском районе крупнейший в области железнодорожный и автомобильный погранпереход и таможенный центр. А так как путь идёт отсюда прямо на восток, в Россию, мы видим за воротами восходящее солнышко.
Флаг воспринимается как единая композиция. Стоящий на зелёной до горизонта равнине стол, за ним расположена торжественная арка, в проёме которой виднеется восходящее в ясном небе солнце. Солнце символ красоты и богатства, источник процветания и жизненной силы.